# Belgische kampioenschappen atletiek 1910
In 1910 vonden de Belgische kampioenschappen atletiek Alle Categorieën plaats op 19 juni in Vorst. Er werden alleen kampioenschappen voor mannen georganiseerd. De 5000 m stond voor het eerst op het programma.

## Uitslagen

### 100 m
| rang   | atleet         | prestatie |
| ------ | -------------- | --------- |
| Goud   | Maurits Colman | 11,2 s    |
| Zilver | Jean Ectors    |           |
| Brons  | Gaston Wens    |           |

### 400 m
| rang   | atleet           | prestatie |
| ------ | ---------------- | --------- |
| Goud   | Maurits Colman   | 53,4 s    |
| Zilver | Victor Jacquemin |           |
| Brons  | G. Lagae         |           |

### 800 m
| rang   | atleet         | prestatie |
| ------ | -------------- | --------- |
| Goud   | Gerard Delarge | 2.11,8    |
| Zilver | E. Cariolian   |           |
| Brons  | Fritz Delarge  |           |

### 1500 m
| rang   | atleet           | prestatie |
| ------ | ---------------- | --------- |
| Goud   | Tony Snyers      | 4.16,0    |
| Zilver | François Delloye |           |
| Brons  | Jacques Renghe   |           |

### 5000 m
| rang   | atleet           | prestatie |
| ------ | ---------------- | --------- |
| Goud   | François Delloye | 16.42,6   |
| Zilver | Theo Decock      |           |
| Brons  | Percy Wright     |           |

### 110 m horden
| rang   | atleet           | prestatie |
| ------ | ---------------- | --------- |
| Goud   | Léon Jacquemin   | 17,6 s    |
| Zilver | C. Nys           |           |
| Brons  | Henri Tiberghien |           |

### Verspringen
| rang   | atleet      | prestatie |
| ------ | ----------- | --------- |
| Goud   | Paul Kapper | 6,24 m    |
| Zilver | D’Haenens   | 6,08 m    |
| Brons  | Gaston Wens | 5,96 m    |

### Hoogspringen
| rang   | atleet           | prestatie |
| ------ | ---------------- | --------- |
| Goud   | Henri Tiberghien | 1,70 m    |
| Zilver | G. Vanderhaegen  | 1,65 m    |
| Brons  | Gaston Wens      | 1,59 m    |

### Polsstokhoogspringen
| rang   | atleet      | prestatie |
| ------ | ----------- | --------- |
| Goud   | Leon Maes   | 2,80 m    |
| Zilver | R. Vervaene | 2,70 m    |
| Brons  | E. Baiwir   | 2,60 m    |

### Kogelstoten
| rang  | atleet        | prestatie |
| ----- | ------------- | --------- |
| Goud  | Marcel Dubois | 11,85 m   |
| Goud  | Henri Hubinon | 11,85 m   |
| Brons | S. Uranga     | 10,49 m   |

1889 · 
1890 · 
1891 · 
1892 · 
1893 · 
1894 · 
1895 · 
1896 · 
1897 · 
1898 · 
1899 · 
1900 · 
1901 · 
1902 · 
1903 · 
1904 · 
1905 · 
1906 ·
1907 ·
1908 · 
1909 · 
1910 · 
1911 · 
1912 · 
1913 · 
1914 · 
1919 · 
1920 · 
1921 · 
1922 · 
1923 · 
1924 · 
1925 · 
1926 · 
1927 · 
1928 · 
1929 · 
1930 · 
1931 · 
1932 · 
1933 · 
1934 · 
1935 · 
1936 · 
1937 · 
1938 · 
1939 · 
1940 · 
1941 · 
1942 · 
1943 · 
1944 · 
1945 · 
1946 · 
1947 · 
1948 · 
1949 · 
1950 · 
1951 · 
1952 · 
1953 · 
1954 · 
1955 · 
1956 · 
1957 · 
1958 · 
1959 · 
1960 · 
1961 · 
1962 · 
1963 · 
1964 · 
1965 · 
1966 · 
1967 · 
1968 · 
1969 · 
1970 · 
1971 · 
1972 · 
1973 · 
1974 · 
1975 · 
1976 · 
1977 · 
1978 · 
1979 · 
1980 · 
1981 · 
1982 · 
1983 · 
1984 · 
1985 · 
1986 · 
1987 · 
1988 · 
1989 · 
1990 · 
1991 · 
1992 · 
1993 · 
1994 ·
1995 · 
1996 · 
1997 · 
1998 · 
1999 · 
2000 · 
2001 · 
2002 · 
2003 · 
2004 · 
2005 · 
2006 · 
2007 · 
2008 · 
2009 · 
2010 · 
2011 · 
2012 · 
2013 · 
2014 · 
2015 · 
2016 · 
2017 · 
2018 · 
2019 · 
2020 · 
2021 · 
2022 · 
2023 · 
2024